# Trochospongilla philotiana
Trochospongilla philotiana är en svampdjursart som beskrevs av Annandale 1907. Trochospongilla philotiana ingår i släktet Trochospongilla och familjen Spongillidae.
Artens utbredningsområde är havet utanför Indien. Utöver nominatformen finns också underarten T. p. javanensis.